# Кен Розуол
Кенет Робърт Розуол (на английски: Kenneth Robert Rosewall) е австралийски тенисист. 

## Биография
Кенет Робърт Розуол е роден на 2 ноември 1934 г. в Сидни, Нов Южен Уелс. Баща му Робърт Розуол е бакалин в Пеншърст, Нов Южен Уелс. Когато Кен е на една година, семейството се премества в Рокдейл, където баща му купува три клей тенис корта. Кен започва да играе тенис на 3-годишна възраст със скъсена ракета, използва и двете си ръце за удари от форхенд и бекхенд.

## Кариера
Кен Розуол печели 147 титли на сингъл, включително рекордните 15 Про майор и 8 титли от Големия шлем, общо 23 титли за професионалисти и аматьори. Печели 15 Про майор на двойки и 9 титли от Големия шлем на двойки. Постига Про Шлем на сингъл през 1963 г., като печели трите Про майор за една година и завършва Голям шлем в кариерата на двойки.

## Кариерна статистика

#### Титли отГолям шлем(8)
| година        | турнир       | съперник         | резултат                        |
| ------------- | ------------ | ---------------- | ------------------------------- |
| 1953          | ОП Австралия | Мервин Роуз      | 6 – 0, 6 – 3, 6 – 4             |
| 1953          | Ролан Гарос  | Вик Сейксас      | 6 – 3, 6 – 4, 1 – 6, 6 – 2      |
| 1955          | ОП Австралия | Лю Хоуд          | 9 – 7, 6 – 4, 6 – 4             |
| 1956          | ОП САЩ       | Лю Хоуд          | 4 – 6, 6 – 2, 6 – 3, 6 – 3      |
| ↓ Оупън ера ↓ |              |                  |                                 |
| 1968          | Ролан Гарос  | Род Лейвър       | 6 – 3, 6 – 1, 2 – 6, 6 – 2      |
| 1970          | ОП САЩ       | Тони Роуч        | 2 – 6, 6 – 4, 7 – 6(5–2), 6 – 3 |
| 1971          | ОП Австралия | Артър Аш         | 6 – 1, 7 – 5, 6 – 3             |
| 1972          | ОП Австралия | Малкълм Андерсън | 7 – 6(7–2), 6 – 3, 7 – 5        |

#### Финали на турнири отГолям шлем(8)
| година        | турнир       | съперник       | резултат                          |
| ------------- | ------------ | -------------- | --------------------------------- |
| 1954          | Уимбълдън    | Ярослав Дробни | 11 – 13, 6 – 4, 2 – 6, 7 – 9      |
| 1955          | ОП САЩ       | Тони Трабърт   | 7 – 9, 3 – 6, 3 – 6               |
| 1956          | ОП Австралия | Лю Хоуд        | 4 – 6, 6 – 3, 4 – 6, 5 – 7        |
| 1956          | Уимбълдън    | Лю Хоуд        | 2 – 6, 6 – 4, 5 – 7, 4 – 6        |
| ↓ Оупън ера ↓ |              |                |                                   |
| 1969          | Ролан Гарос  | Род Лейвър     | 4 – 6, 3 – 6, 4 – 6               |
| 1970          | Уимбълдън    | Джон Нюкъмб    | 7 – 5, 3 – 6, 2 – 6, 6 – 3, 1 – 6 |
| 1974          | Уимбълдън    | Джими Конърс   | 1 – 6, 1 – 6, 4 – 6               |
| 1974          | ОП САЩ       | Джими Конърс   | 1 – 6, 0 – 6, 1 – 6               |